# ResPublica
ResPublica (латинское выражение res publica означает «общее дело») — британский независимый аналитический центр, основанный в 2009 году философом Филлипом Блондом. Согласно самоописанию, она является мульти-дисциплинарной и непартийной исследовательской организацией, задача которой это нахождение смелых решений социальных и экономических проблем.
Идеи, исповедуемые сотрудниками ResPublica, основываются на принципах, составляющих пост-либеральное видение общества, выходящего за пределы традиционной политической дихотомии «левые-правые» и ставящего одной из своих основных целей возрождение «языка и практики» общего блага.

## История
Дэвид Кэмерон, тогда еще Лидер оппозиции, выступил на церемонии открытия ResPublica в 2009 году, когда утверждалось, что Филлип Блонд оказывал сильное идеологическое влияние на будущего премьер-министра.
В 2011 году руководству ResPublica пришлось уволить сотрудников центра ввиду финансовых сложностей, в результате чего Филлип Блонд подвергся серьезной критике."

## Важные публикации
В докладе «To Buy, To Bid, To Build: Community Rights for an Asset Owning Democracy», сделанному 15 ноября 2010 года, перечисляет стратегии приватизации неблагополучных строительных активов в общественном секторе. Член парламента и государственный министр по децентрализации в Департамент по делам общин и местного самоуправления Грег Кларк выступил на презентации доклада.
В ноябре 2013 году в Палате общин прошло обсуждение доклада ResPublica «Holistic Mission: Social Action and the Church of England» (июль 2013 года), который затем был обсужден членами Палаты лордов.
В июле 2014 года доклад 'Virtuous Banking: Restoring ethos and purpose to the heart of finance' был сделан сэром Ричардом Ламбертом, председателем совета по контролю за банковскими стандартами. В докладе обсуждалась 'Клятва банкира', которая получила широкое обсуждение в СМИ.
В феврале 2015 года был опубликован доклад 'Restoring Britain’s City States: Devolution, public service reform and local economic growth'.